# Relais mondiaux 2024
Navigation
Édition 2021 Édition 2025
Les Relais mondiaux de la World Athletics 2024 (en anglais : « 2024 World Athletics Relays ») se déroulent les 4 et 5 mai 2024 au Stade Thomas-Robinson de Nassau, aux Bahamas. C'est un retour des mondiaux aux Bahamas, la fédération ayant organisé les trois premières éditions 2014, 2015 et 2017.
Cinq épreuves sont programmées : deux relais 4 × 100 m (masculins, féminins) et trois 4 × 400 m (masculins, féminins et mixtes) ; il n'y a pas de relais pour la course de haies.
Les 14 meilleures nations de chaque épreuve se qualifient pour les Jeux olympiques de 2024.

## Critères de participation
Chaque fédération participante peut inscrire une seule équipe de relais pour chaque épreuve, composée de huit athlètes maximum .
Trente-deux équipes peuvent concourir par épreuve : 
- le top 8 des Championnats du monde d'athlétisme 2023 sont qualifiés d'office.
- la pays hôte est qualifié d'office
- le reste des équipes est déterminé selon leurs meilleures performances officielles (y compris en salle) réalisées entre janvier 2023 et avril 2024.

## Calendrier

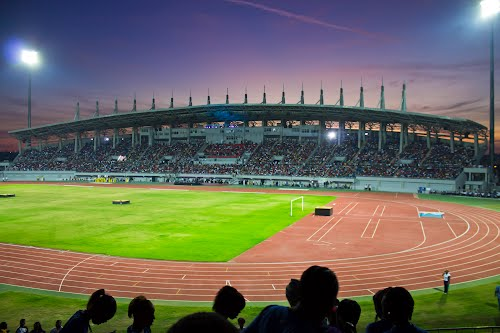
Le Stade Thomas-Robinson à Nassau.

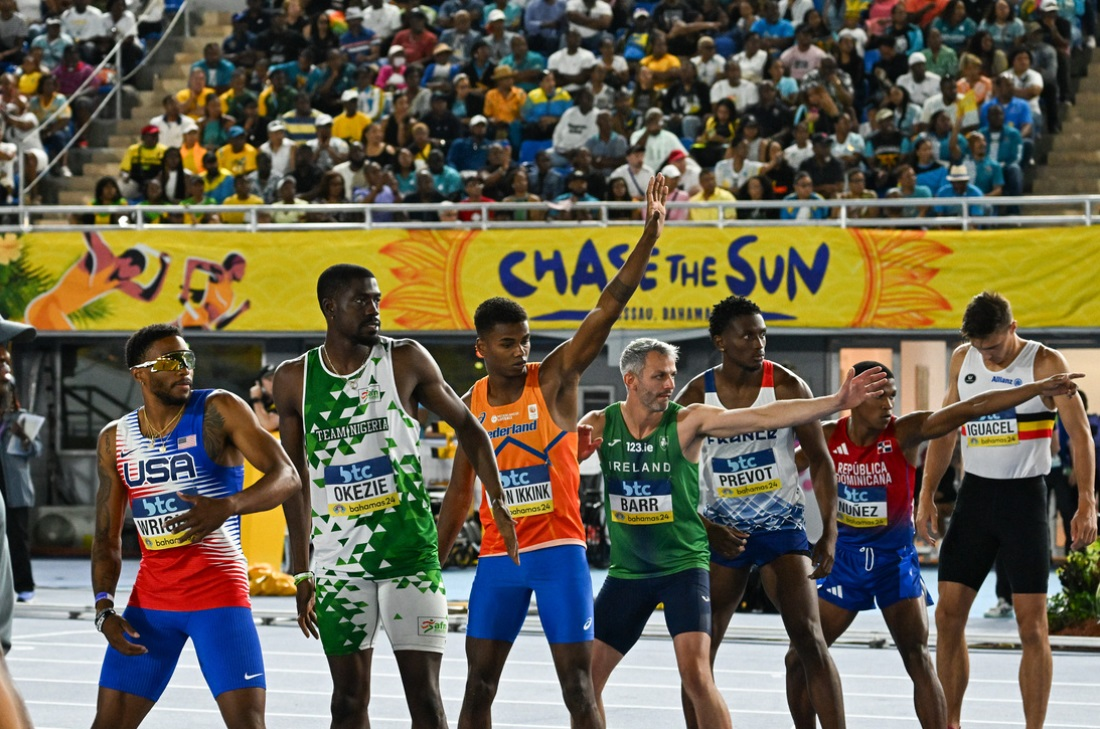
Finale du relais le 5 mai 2024, les troisièmes relayeurs attendent le témoin.

| Jour 1 - Samedi 4 mai 2024   | Jour 1 - Samedi 4 mai 2024 | Jour 1 - Samedi 4 mai 2024 | Jour 1 - Samedi 4 mai 2024 | Jour 1 - Samedi 4 mai 2024 | Jour 1 - Samedi 4 mai 2024 |
| Horaire                      | Épreuve                    | Tour                       | Nb séries                  | Équipes                    | Quota J.O.                 |
| ---------------------------- | -------------------------- | -------------------------- | -------------------------- | -------------------------- | -------------------------- |
| 18:00 EST                    | 4 × 400 m mixte            | Séries                     | 4                          | 30                         | 8                          |
| 18:45 EST                    | 4 × 100 m féminin          | Séries                     | 4                          | 30                         | 8                          |
| 19:20 EST                    | 4 × 100 m masculin         | Séries                     | 4                          | 32                         | 8                          |
| 19:55 EST                    | 4 × 400 m féminin          | Séries                     | 4                          | 27                         | 8                          |
| 20:40 EST                    | 4 × 400 m masculin         | Séries                     | 4                          | 32                         | 8                          |
| Jour 2 - Dimanche 5 mai 2024 |                            |                            |                            |                            |                            |
| Horaire                      | Épreuve                    | Tour                       | Nb séries                  | Équipes                    | Quota J.O.                 |
| 18:00 EST                    | 4 × 400 m mixte            | Tours de repêchage         | 3                          | 22                         | 6                          |
| 18:35 EST                    | 4 × 100 m féminin          | Tours de repêchage         | 3                          | 22                         | 6                          |
| 19:00 EST                    | 4 × 100 m masculin         | Tours de repêchage         | 3                          | 24                         | 6                          |
| 19:25 EST                    | 4 × 400 m féminin          | Tours de repêchage         | 3                          | 19                         | 6                          |
| 19:55 EST                    | 4 × 400 m masculin         | Tours de repêchage         | 3                          | 24                         | 6                          |
| 20:25 EST                    | 4 × 400 m mixte            | Finales                    | -                          | 8                          | -                          |
| 20:35 EST                    | 4 × 100 m féminin          | Finales                    | -                          | 8                          | -                          |
| 20:45 EST                    | 4 × 100 m masculin         | Finales                    | -                          | 8                          | -                          |
| 20:55 EST                    | 4 × 400 m féminin          | Finales                    | -                          | 8                          | -                          |
| 21:05 EST                    | 4 × 400 m masculin         | Finales                    | -                          | 8                          | -                          |

## Podiums
| Épreuves       | Or | Argent | Bronze |        |        |        |
| Hommes         | Hommes | Hommes | Hommes | Hommes | Hommes | Hommes |
| -------------- | --- | --- | --- | ------ | ------ | ------ |
| 4 × 100 mètres | États-Unis Courtney Lindsey Kenneth Bednarek Kyree King Noah Lyles 37 s 40 (WL)                                                        | Canada Aaron Brown Jerome Blake Brendon Rodney Andre De Grasse 37 s 89                                                                                                 | France Méba-Mickaël Zézé Jeff Erius Pablo Matéo Aymeric Priam 38 s 44                                                               |        |        |        |
| 4 × 400 mètres | Botswana Collen Kebinatshipi Letsile Tebogo Leungo Scotch Bayapo Ndori 2 min 59 s 11 (WL) Participation aux séries : Isaac Makwala     | Afrique du Sud Gardeo Isaacs Zakithi Nene Antonie Mattys Nortje Lythe Pillay 3 min 0 s 75 Participation aux séries : Wayde van Niekerk                                 | Belgique Dylan Borlée Robin Vanderbemden Alexander Doom Jonathan Sacoor 3 min 1 s 16                                                |        |        |        |
| Femmes         | | | |        |        |        |
| 4 × 100 mètres | États-Unis Tamari Davis Gabrielle Thomas Celera Barnes Melissa Jefferson 41 s 85 (CR)                                                  | France Chloé Galet Gémima Joseph Hélène Parisot Mallory Leconte 42 s 75 Participation aux séries : Orlann Oliere                                                       | Royaume-Uni Alyson Bell Amy Hunt Bianca Williams Aleeya Sibbons 42 s 80 Participation aux séries : Asha Philip Imani-Lara Lansiquot |        |        |        |
| 4 × 400 mètres | États-Unis Quanera Hayes Gabrielle Thomas Bailey Lear Alexis Holmes 3 min 21 s 70 (WL) Participation aux séries : Na'Asha Robinson     | Pologne Marika Popowicz-Drapała Iga Baumgart-Witan Justyna Święty-Ersetic Natalia Kaczmarek 3 min 24 s 71 Participation aux séries : Kinga Gacka Alicja Wrona-Kutrzepa | Canada Zoe Sherar Aiyanna Stiverne Alyssa Marsh Kyra Constantine 3 min 25 s 17                                                      |        |        |        |
| Mixte          | | | |        |        |        |
| 4 × 400 mètres | États-Unis Matthew Boling Lynna Irby-Jackson Willington Wright Kendall Ellis 3 min 10 s 73 (WL) Participation aux séries : Ryan Willie | Pays-Bas Isayah Boers Lieke Klaver Isaya Klein Ikkink Femke Bol 3 min 11 s 45                                                                                          | Irlande Cillin Greene Rhasidat Adeleke Thomas Barr Sharlene Mawdsley 3 min 11 s 53                                                  |        |        |        |

## Qualification pour les Jeux olympiques
Les relais mondiaux constituent aussi le tournoi principal de qualification pour les cinq épreuves de relais des Jeux olympiques de Paris en 2024 : les quatorze meilleures équipes sont retenues, laissant seulement deux équipes qualifiées selon leurs performances 2023-2024.
Lors du premier tour, les deux premières équipes de chaque série obtiennent un quota olympique pour Paris 2024 (8 équipes) et se qualifient pour la finale des Relais Mondiaux. Le tour de repêchage, qui se déroule lors de la deuxième journée de compétition, est composé de trois séries : les deux premiers de chacune d’entre elles se qualifient pour les Jeux olympiques (6 équipes). Les finales, qui réunissent chacune les 8 équipes qualifiées lors du premier tour, se déroulent en fin de deuxième journée des compétitions.
| 4 × 100 m masculin | 4 × 100 m féminin | 4 × 400 m masculin | 4 × 400 m féminin | 4 × 400 m mixte |
| --- | --- | --- | --- | --- |
| - États-Unis - Italie - France - Grande-Bretagne - Canada - Jamaïque - Japon - Chine - Afrique du Sud - Ghana - Australie - Allemagne - Nigeria - Liberia | - États-Unis - France - Pologne - Canada - Allemagne - Australie - Grande-Bretagne - Pays-Bas - Italie - Côte d'Ivoire - Nigeria - Jamaïque - Suisse - Trinité-et-Tobago | - Japon - Allemagne - Belgique - Nigeria - Italie - Grande-Bretagne - Botswana - Afrique du Sud - États-Unis - Brésil - Trinité-et-Tobago - Espagne - Pologne - Inde | - Italie - Canada - Irlande - Grande-Bretagne - Pologne - France - États-Unis - Norvège - Belgique - Espagne - Pays-Bas - Suisse - Jamaïque - Inde | - Pays-Bas - République dominicaine - États-Unis - Nigeria - Irlande - Belgique - Pologne - France - Bahamas - Grande-Bretagne - Allemagne - Suisse - Jamaïque - Ukraine |

## Classement

### Tableau des médailles
| Rang  | Nation          | Or | Argent | Bronze | Total |
| ----- | --------------- | -- | ------ | ------ | ----- |
| 1     | États-Unis      | 4  | 0      | 0      | 4     |
| 2     | Botswana        | 1  | 0      | 0      | 1     |
| 3     | Canada          | 0  | 1      | 1      | 2     |
| 3     | France          | 0  | 1      | 1      | 2     |
| 5     | Pays-Bas        | 0  | 1      | 0      | 1     |
| 5     | Pologne         | 0  | 1      | 0      | 1     |
| 5     | Afrique du Sud  | 0  | 1      | 0      | 1     |
| 8     | Belgique        | 0  | 0      | 1      | 1     |
| 8     | Grande-Bretagne | 0  | 0      | 1      | 1     |
| 8     | Irlande         | 0  | 0      | 1      | 1     |
| Total | Total           | 5  | 5      | 5      | 15    |

### Classement des finalistes
Les équipes classées premières de chaque épreuve remportent 8 points, la deuxième 7 points, la troisième 6, etc.
L'équipe des Etats-Unis se classe première et remporte le témoin d'or (Golden Baton).
| Rank | Nation          | Points |
| ---- | --------------- | ------ |
| 1    | États-Unis      | 32     |
| 2    | Grande-Bretagne | 18     |
| 3    | France          | 17     |
| 4    | Canada          | 15     |
| 5    | Japon           | 10     |
| 5    | Pays-Bas        | 10     |
| 7    | Botswana        | 8      |
| 7    | Irlande         | 8      |
| 9    | Allemagne       | 7      |
| 9    | Italie          | 7      |
| 9    | Pologne         | 7      |
| 9    | Afrique du Sud  | 7      |